# Joe Powell
Joe P. Powell (Canberra, 11 de abril de 1994) es un jugador australiano de rugby que se desempeña como medio scrum.

## Carrera
Debutó en la primera de los Canberra Vikings, de la National Rugby Championship (competición nacional de Australia), en 2014 y juega con ellos desde entonces.
En 2015 fue contratado por los Brumbies, una de las 4 franquicias australianas del Super Rugby, jugando con ellos en la actualidad y siendo su medio scrum titular.

## Selección nacional
Integró la Selección juvenil de rugby de Australia que obtuvo el 5° puesto en el Campeonato Mundial de Rugby Juvenil 2014.
Fue convocado a los Wallabies por primera vez en junio de 2017 para enfrentar a los Flying Fijians. Hasta el momento lleva 3 partidos disputados y no marcó puntos.